# Spondylus gloriosus
Spondylus gloriosus is een tweekleppigensoort uit de familie van de Spondylidae. De wetenschappelijke naam van de soort is voor het eerst geldig gepubliceerd in 1938 door Dall, Bartsch & Rehder.